# Arimondo

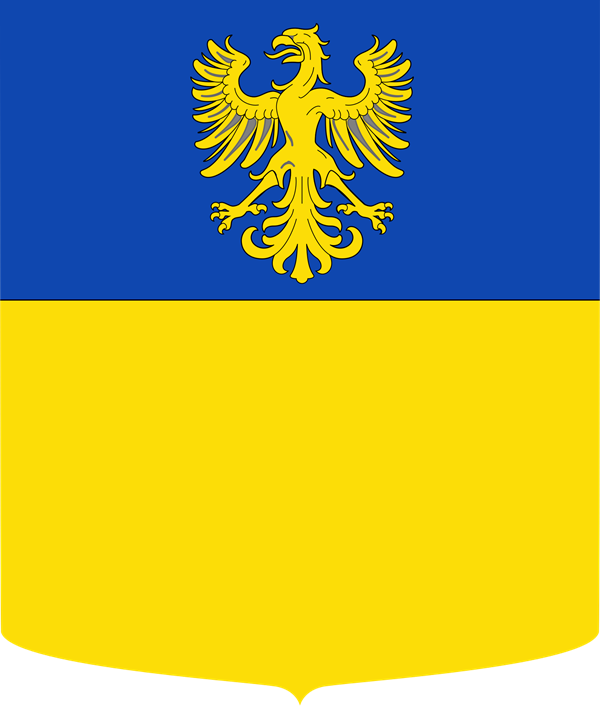
stemma degli Arimondi

La famiglia Arimondo (o Raimondo) è stata una famiglia patrizia della Repubblica di Venezia. Originaria d'Abruzzo venne da Aquileia. Ha dato dei tribuni a Venezia. Rimase nel Maggior Consiglio anche dopo la Serrata del Maggior Consiglio. Ha aiutato a costruire la Chiesa di San Geremia nel 630 e al suo restauro nel 1280. Si estinse nel 1684 con un Zuanne.

## Membri illustri
- Nicolò, (circa 1080) il capitano delle navi in guerra di Niceforo III Botaniate contro Roberto il Guiscardo (in Puglia);
- Tommaso, vescovo di Venezia nel 1260;
- Antonio, capitano di galee nella guerra di Chioggia.

## Fonti
- Dizionario Storico-Portatile Di Tutte Le Venete Patrizie Famiglie, G.Bettinelli, Venezia, 1780.
- Casimir Freschot, Nouvelle relation de la Ville et République de Venise, Utrecht, 1709, éd. Guillaume Van Poolsum.
- Repertorio Genealogico delle Famiglie confermate nobili e dei titolati nobili esistenti nelle provincie Venete, Francesco Schröder, Venise, 1830, typografia Alvisopoli.
- Saggio sulla Storia Civile, Politica, Ecclesiastica e sulla Corografia e Topografia degli Stati della Repubblica di Venezia ad uso della Nobile e Civile Gioventù, Ab. D. Cristoforo Tentori Spagnuolo, Venise, Éd. Giacomo Storti, 1785.